# Amber (Autechre)
| Recensione   | Giudizio |
| ------------ | -------- |
| AllMusic     |          |
| Sputnikmusic |          |
| Ondarock     | 7.5/10   |

Amber è il secondo album da studio del gruppo inglese di musica elettronica Autechre, pubblicato nel 1994 con l'etichetta discografica Warp Records. A differenza di Incunabula, che era una compilation di pezzi vecchi del gruppo, questo è il primo vero album degli Autechre. Venne scritto infatti in soli sei mesi dopo l'uscita del loro album di debutto.
La copertina, ideata dallo studio The Designers Republic, rappresenta delle formazioni rocciose in Cappadocia.

## Tracce
1. Foil – 6:04
2. Montreal – 7:15
3. Silverside – 5:31
4. Slip – 6:21
5. Glitch – 6:15
6. Piezo – 8:00
7. Nine – 3:40
8. Further – 10:07
9. Yulquen – 6:37
10. Nil – 7:48
11. Teartear – 6:45

Durata totale: 74:23